# Rock Love
Rock Love è il sesto album della Steve Miller Band, pubblicato dalla Capitol Records nel 1971. Il disco fu registrato al Funky Features di San Francisco, California (brani in studio), al Pirate's World di Hollywood, Florida (brani : The Gangster Is Back e Blues Without Blame) e al Pasadena Civic Auditorium, Pasadena, California (brano : Love Shock).

## Tracce
Lato A
1. The Gangster Is Back – 2:28 (Steve Miller) – Live
2. Blue with Out Blame – 5:41 (Steve Miller) – Live
3. Love Shock – 11:43 (Steve Miller) – Live

Lato B
1. Let Me Serve You – 2:26 (Steve Miller)
2. Rock Love – 2:28 (Steve Miller)
3. Harbor Lights – 4:06 (Steve Miller)
4. Deliverance – 9:19 (Steve Miller)

## Musicisti
- Steve Miller - chitarra, voce solista
- Ross Valory - basso
- Jack King - batteria